# Бромоводород
Бромоводородът (HBr) е неорганично съединение, безцветен, токсичен и корозивен газ. Смесен с влажен въздух образува мъгла, тъй като се поема влагата и образува бромоводородна киселина.
Бромоводородът може да бъде доставян втечнен в бутилки при налягане на парите си от около 20 atm (2 MPa) при стайна температура.

## Получаване
Индустриално се получава при реакция на бром с излишък на водород при 500 °C. Също така се образува при като отпаден продукт при бромирането на различни органични съединения, например толуен:
Лабораторно може да се получи при реакция на натриев бромид или калиев бромид с фосфорна, оцетна или разредена сярна киселина:
{\displaystyle \mathrm {2\ NaBr\ +\ H_{3}PO_{4}\ {\xrightarrow {\Delta T}}\ 2\ HBr\uparrow +\ Na_{2}HPO_{4}} }
{\displaystyle \mathrm {NaBr+CH_{3}COOH\longrightarrow CH_{3}COONa+HBr} }
{\displaystyle {\ce {KBr + H2SO4 -> KHSO4 + HBr}}}
Концентрираната сярна киселина води до по-малък добив, защото окислява получения бромоводород обратно до бром:
{\displaystyle {\ce {2HBr + H2SO4 -> Br2 + SO2 + 2H2O}}}
Безводен бромоводород може да се получи чрез термичното разлагане на трифенилфосфониев бромид в кипящ ксилен.

## Свойства
Бромоводородът, подобно на хлороводорода, се разтваря добре във вода, при това се получава бромоводородна киселина. По този начин при насищане се достигат масови концентрации до 68,9%.

## Приложения
Бромоводородът се използва за получаване на неорганични и бромиране на различни органични съединения.
Присъединяването на бромоводород към алкените води то получаването на алкилови бромиди:
{\displaystyle {\ce {RCH=CH2 + HBr -> R-CHBr-CH3}}}
Тези алкилиращи вещества са прекурсори на мастните аминопроизводни. Присъединителните реакции на бромоводород с алилхлорид и стирен водят до получаването на 1-бромо-3-хлоропропан и фенилетилбромид.
Бромоводородът реагира с дихлорометан до получаване на бромохлорометан, a след това и до дибромометан.
{\displaystyle {\ce {HBr + CH2Cl2 -> HCl + CH2BrCl}}}
{\displaystyle {\ce {HBr + CH2BrCl -> HCl + CH2Br2}}}
Алилбромидът се получава при добавянето на бромоводород към алилов алкохол:
{\displaystyle {\ce {CH2=CHCH2OH + HBr -> CH2=CHCH2Br + H2O}}}